# Guilherme Gaensly

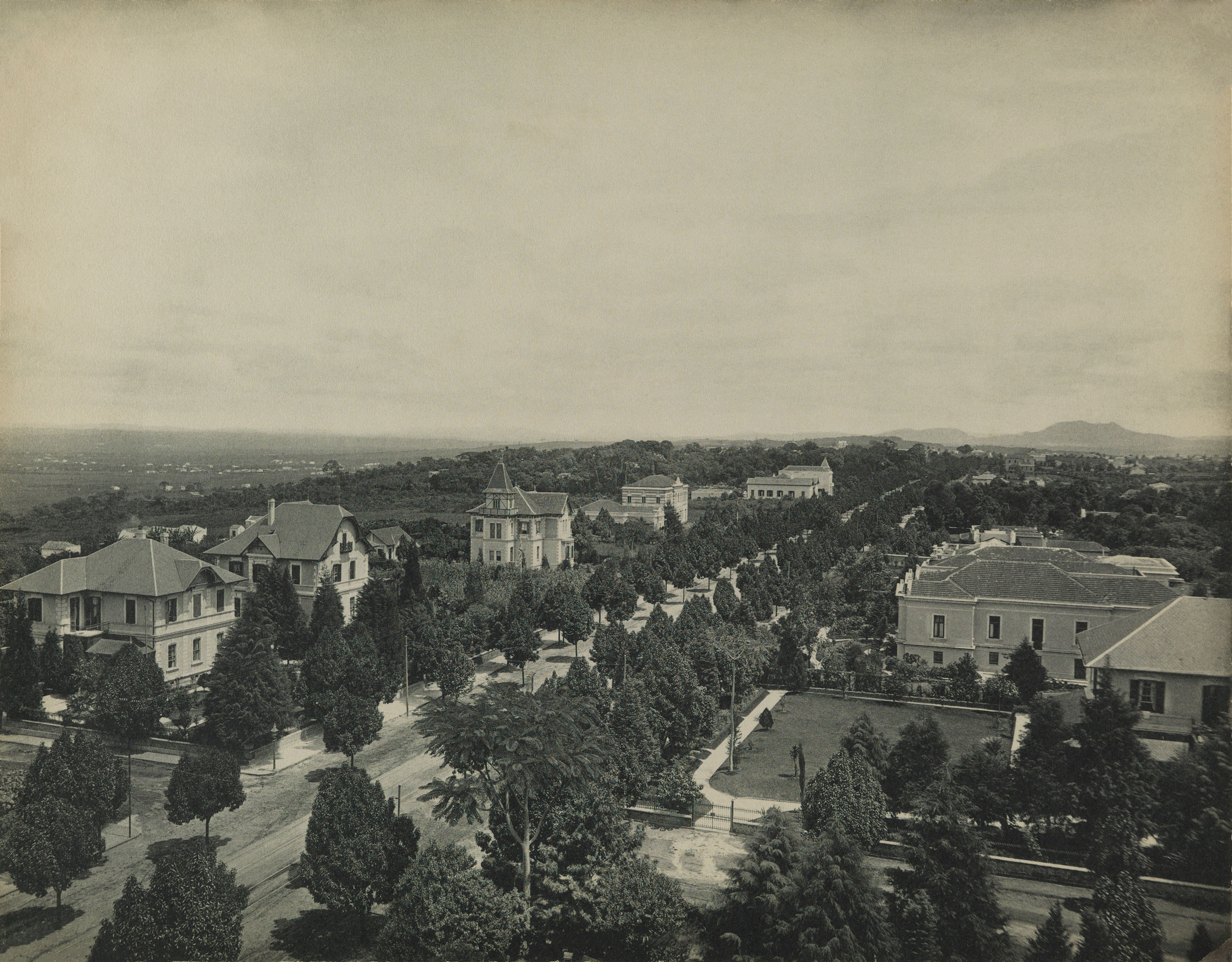
Cartão postal da Avenida Paulista vista da residência de Adam Von Bülow, 1902

Guilherme Gaensly, nascido Wilhelm Gänsli (Wellhausen, cantão Turgóvia, 1 de setembro de 1843 — São Paulo, 20 de junho de 1928), foi um fotógrafo suíço-brasileiro. Dedicou-se à fotografia de retrato e à documentação inicialmente na Bahia até meados da década de 1880 e posteriormente em São Paulo, onde foi um dos mais ativos criadores de cartões-postais da cidade entre 1895 e 1925.
Gaensly se mudou para Salvador com a família aos cinco anos de idade. Filho do comerciante Jacob Heinrich e de Anna Barbara Kyn, ambos protestantes, o rapaz parece ter tido sua vocação como fotógrafo firmada cedo, uma vez que supõe-se que atua na área desde os 25 anos de idade, após a morte de seu pai.
Inicialmente, Guilherme trabalhou com retratos, como a maior parte dos profissionais da área, já que aprendeu o seu trabalho no ateliê de Alberto Henschel, o melhor retratista da cidade a partir do ano de 1867. Entretanto, eram as paisagens que chamavam mais a sua atenção e foi a elas que dedicou seu talento a partir do início dos anos 1870. As vistas que produziu foram reunidas pelo próprio fotógrafo em álbuns de dez fotografias, organizadas por região, mas apenas alguns chegaram até os dias atuais.
Sua morte ocorreu em 20 de junho de 1928, devido a uma pneumonia que teve aos 85 anos de idade. O fotógrafo morreu sem deixar descendentes e sua esposa, Ida Gaensly, também morreu em São Paulo, mas aos 70 anos, no dia 1 de outubro de 1933. O arquivo pessoal de Guilherme tem o destino desconhecido.
É conhecido como "o fotógrafo sem face", por não ser conhecida fotografia de seu rosto.

## Imigração suíça
A imigração suíça para o Brasil é um tema muito presente na historiografia brasileira, apesar de o número de obras sobre o assunto ser restrito. A Suíça foi o segundo país, atrás apenas de Portugal, a ter pessoas livres emigrando para o Brasil. Existiram diversas causas para o fenômeno, como a fome, o excesso de população e a falta de terra para os camponeses, além da cobrança de altos impostos no país.
Nessas circunstâncias, o Brasil é a alternativa para os suíços insatisfeitos com o país de origem, que era caracterizado por muitas e rígidas tradições. A emigração foi uma das soluções encontradas para amenizar os efeitos do fechamento comercial da Europa Oriental, mas não funcionou totalmente. Assim como as pessoas de classes mais baixas, os ricos também vieram para as terras brasileiras; entre os imigrantes, estavam famílias completas, que ficavam abismadas com a falta de estrutura do país receptor: existiam poucas escolas, estradas e comunicação.
Existiram outras questões que incentivaram a emigração, além da crise europeia: no início do século XIX, entre os anos de 1815 e 1816, aconteceu o Bloqueio Continental napoleônico e, consequentemente, o aumento das tarifas aduaneiras. Com isso, esses fatos se repercutiram, provocando o aumento do desemprego na Suíça e estimulando a população a ir para a América.
Ocorreram também processos conjunturais que dificultaram a vida dos suíços, fazendo com que desejassem sair do país: a crise no campo entre 1816 e 1817, em que foram perdidas colheitas e o custo de vida cresceu, a penúria e a fome estavam entre eles. Além disso, de um lado estava a superpopulação e, de outro, a falta de recursos, gerando a necessidade de exportação de muitas correntes humanas. Os suíços que emigraram, na maioria das vezes, eram ligados às atividades comerciais, à produção têxtil e à relojoaria.
A emigração modificou excessivamente a vida dos emigrantes e, somando-se a isso, esse processo sofria ameaças de fatores externos; entre esses fatores, estavam o medo da viagem mal sucedida que poderia terminar em óbito, o risco da espera na cidade portuária, o receio da repatriação devido à dificuldade para conseguir o valor necessário para o embarque; enfim, a travessia era um perigo em potencial e muitas pessoas não chegaram aos seus destinos finais.
Mesmo com todos os fatores preocupantes, diversas famílias suíças escolheram vir para o Brasil, onde se depararam com um país em transição. O fim do tráfico negreiro, no século XIX, trouxe como maior problema a falta de mão de obra e o apelo ao trabalho de europeus nas lavouras.
Entre os imigrantes suíços, estavam Guilherme Gaensly e sua família. Os Gaensly chegaram ao país, no século XIX, separados em dois ramos: uma parte foi para São Mateus do Sul (no Paraná) e, entre eles, posteriormente, alguns foram para Curitiba; a outra parte, que incluía Guilherme, foi primeiro para Salvador. Os dois ramos vieram de Wellhausen, uma cidade do Cantão de Thurgau que fazia fronteira com a atual Alemanha. Lá, a população era de apenas 527 habitantes no ano de 1831, sendo que a cidade estava situada a apenas quatro quilômetros da capital do cantão, Frauenfeld.
Os detalhes e as curiosidades da vinda da família para o Brasil são da parte das lembranças de duas representantes dos Gaensly, Isa Markmann e Freya Gaensly. As duas possuem o hobby de estudar a família e sua gênese, fazendo com que elas tivessem acesso à árvore genealógica, ao brasão e às fotos antigas dos Gaensly. Elas também guardam memórias dos almoços que a família costuma fazer para reunir os parentes vivos anualmente.
Para se ter contato com a genealogia da parte da família que se estabeleceu em Salvador, as principais fontes foram os artigos de Cid Teixeira, publicados no Jornal da Bahia nos anos 1960. Cid, por sua vez, utilizou as fontes de documentos do Consulado da Suíça na Bahia (hoje, representação consular), que atualmente foram enviados para a Suíça.
O pai de Guilherme Gaensly, Jacob, na Suíça, estava inserido no ramo de negócios, possuía uma firma de importação de tecidos e exportação de algodão que se chamava J. H. Gaensly. Porém, ao redor da firma de Jacob começaram a aparecer muitas fábricas de tecidos na mesma época.

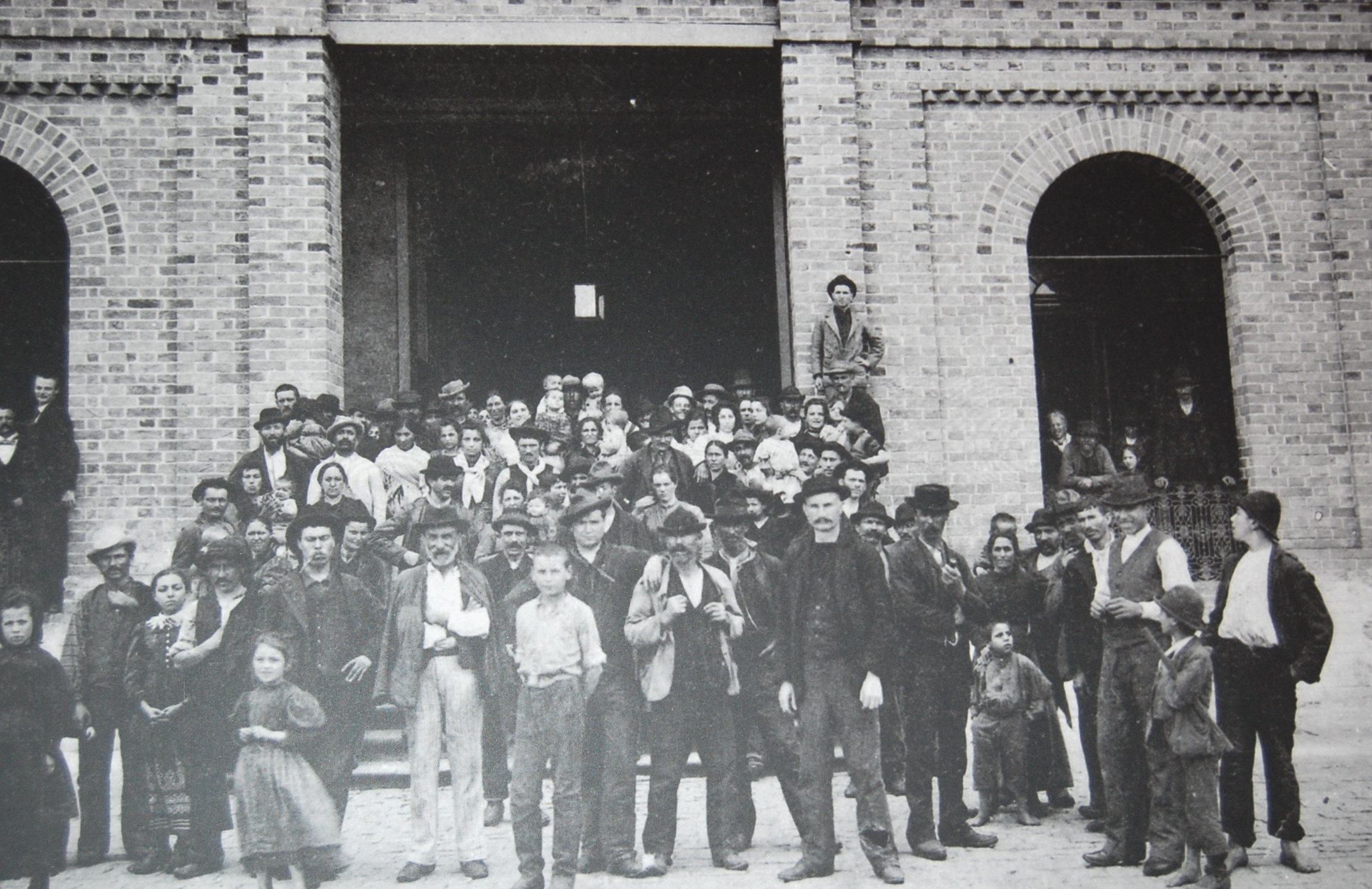
Imigrantes europeus posando para Gaensly no pátio central da Hospedaria dos Imigrantes de São Paulo, aproximadamente no ano de 1890.

Os primeiros membros da família a virem para o Brasil foram Frederick e Gustav, que chegaram à capital baiana em 1840, mas não se adaptaram e retornaram à terra natal. Mesmo que eles não tenham se instalado fixamente no país, foram de bastante importância para atrair as outras pessoas da família a emigrarem. O pai de Guilherme chegou aqui em 1843, juntamente com outros parentes, mas foi o único a se fixar na cidade de Salvador. Esse constante vai e vem dos membros caracterizam a migração isolada, que não possui suporte fiscal.
Passados cinco anos, em 1848, a mãe do fotógrafo chega à cidade com os três filhos: Ferdinand, Frederick e Guilherme. Ferdinand foi trabalhar com um primo em Belém, no Pará, e, depois, voltou para a Bahia, quando decidiu trabalhar com comércio. Depois disso, sempre morou lá e trabalhou como telegrafista, até morrer, em 1902.
Através do livro de registros do Cemitério dos Estrangeiros, é possível ter acesso a mais informações sobre a família Gaensly: o fotógrafo teve uma irmã caçula, cinco anos mais nova que ele, que se chamava Julia Gaensly. Ele também tinha outra irmã, chamada Aleine Gaensly, que não possui registro de óbito.
A família de Guilherme enfrentou algumas dificuldades no Brasil e, entre elas, destaca-se a seca que atingiu a Província da Bahia em 1858, quando Gaensly tinha apenas quinze anos de idade. Durante os três anos que durou, a seca arruinou o comércio da Bahia. Também tiveram o obstáculo da religião: o primeiro templo presbiteriano do país só foi inaugurado em 1874, na cidade do Rio de Janeiro, o que não colaborava para a realização dos rituais religiosos da família.
O casamento de Guilherme e Ida aconteceu no dia 5 de maio de 1888, na casa dos pais da moça. Já na “Casa Gaensly” ocorreram os casamentos de Lindemann e de Schmidt, dois amigos do fotógrafo. O fato dessas cerimônias de estrangeiros protestantes terem sido realizadas na Casa demonstra a importância da família na colônia suíça-alemã da Bahia. Outro fato que corrobora para essa afirmação é a indicação de Jacob à candidatura para se tornar cônsul da Suíça na cidade de Salvador, apesar de ele não ter conseguido atingir o cargo.
Pesquisas no Centro de Documentação e História Reverendo Vicente Themudo Lessa, da Igreja Presbiteriana de São Paulo, possibilitam a contextualização do clima que Guilherme e seus conterrâneos viveram. Dentre as fontes consultadas, estava o jornal oficial da Igreja Presbiteriana no Brasil, chamado O Estandarte, que fornece numerosas informações sobre a forma como os protestantes viviam na época.
Além de o casamento de Gaensly ter sido realizado por um dos fundadores da igreja presbiteriana no Brasil, o pastor A. L. Blackford, o seu vínculo com a igreja era muito maior. No ano de 1922, já em São Paulo, seis anos antes de sua morte, Guilherme produziu uma foto de um dos principais eventos da instituição: o Sínodo Presbiteriano Independente reunido em São Paulo na igreja da 24 de Maio. Essa fotografia, atualmente, está arquivada no Centro de Documentação citado anteriormente.
Outra indicação do símbolo que essa fotografia representa é o fato de que ela foi publicada na capa de O Estandarte, no dia 2 de março de 1922. Ela foi uma das poucas fotos publicadas no jornal, que era composto unicamente de textos, normalmente.

## Início da vida profissional
Efetivamente, a profissão de Gaensly foi iniciada em Salvador, onde ele se estabeleceu no fim da década de 1860 e permaneceu até os primeiros anos dos anos 1890. A partir daí, se mudou para São Paulo, pois os empreendedores ofereciam muitas oportunidades durante a cultura do café e o crescimento industrial. Nas duas capitais, ele se dedicou aos retratos de estúdio, à documentação de edifícios e logradouros urbanos, ao acompanhamento das obras públicas e às paisagens rurais.
No ano de 1871, depois de aprender o suficiente no ateliê de Henschel, Guilherme abriu o estúdio fotográfico próprio em Salvador, que era a segunda cidade mais populosa do Brasil, na época. Lá, ele trabalhou por três décadas, até 1895, preservando um estilo só dele e sua rigorosidade como fotógrafo de paisagens. A partir disso, sua carreira progride e seu sucesso aumenta cada vez mais.

## Trajetória profissional
Na Bahia, Guilherme Gaensly foi associado, por um curto período de tempo, a Joseph Schleier e Waldemar Lange nos anos de 1870 e manteve relações comerciais que não progrediram com Karl Gutzlaff. Segundo pesquisas, provavelmente, seu primeiro endereço de estabelecimento foi inaugurado no dia 20 de junho de 1875, era localizado no Largo do Theatro, número 1, em Salvador, e o estúdio chamava Photographia do Commercio. Durante os anos 1870 e o começo da década de 1880, ele promovia suas obras e seu ateliê nas cartes de visite e fazia anúncios para aumentar a popularidade.
No ano de 1875, Guilherme anuncia o seu estabelecimento no Jornal da Bahia, onde comenta com detalhes os cuidados que tomava na Photographia do Commercio.
Em 1881, Guilherme participou da Exposição de História do Brasil, promovida pela Biblioteca Nacional do Rio de Janeiro, onde apresentou 28 reproduções fotográficas das pinturas a óleo de figuras públicas, políticas e religiosas, além das 10 vistas da Bahia feitas nos anos de 1870 em coautoria com Schleier. No mesmo evento, ele mostrou mais 42 vistas do estado e 11 registros que havia produzido da Estrada de Ferro da Bahia ao São Francisco.
Em 1888, a empresa Photographia Gaensly & Lindemann, que ele abriu com o sócio Rodolpho Lindemann, já funcionava no endereço do Largo Castro Alves, nº 92. Entretanto, a associação dos dois durou apenas ao longo da última década do século XIX. Lindemann, além de sócio de Guilherme, era também seu cunhado, uma vez que se casou com Alaine, irmã de Gaensly em 1888.
A associação entre os dois demonstra um aspecto característico dos negócios fotográficos da época: o envolvimento direto da família nas pequenas empresas. Existiam casos em que os fotógrafos trabalhavam com a ajuda dos assistentes, como uma forma de aprendizado. Porém, as outras ocupações eram reservadas para os familiares, como a administração e o acabamento das fotografias.

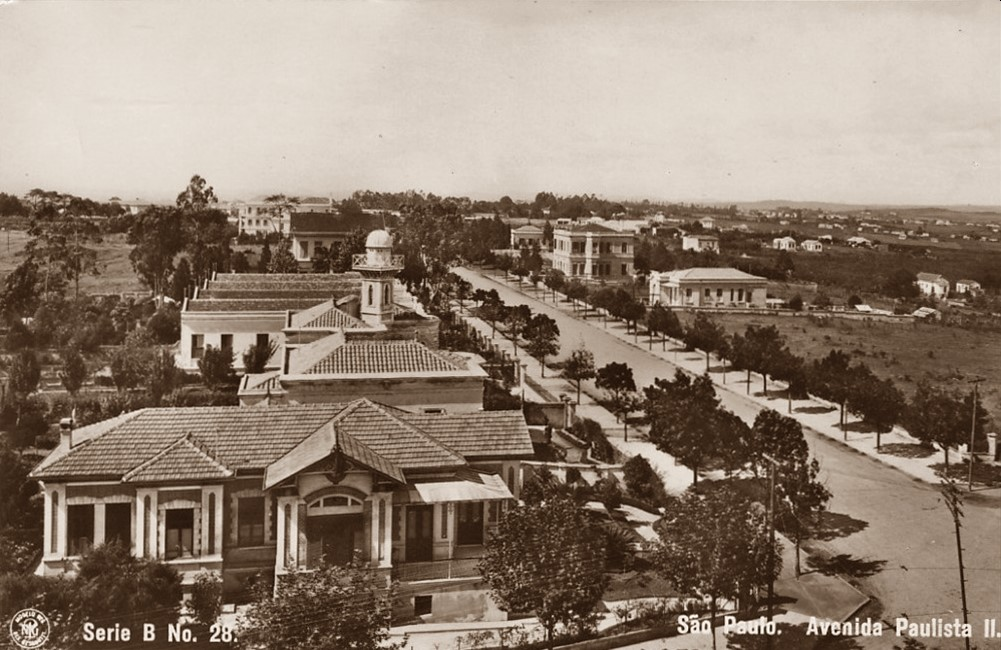
Postal em sépia da Avenida Paulista, vista em direção ao Paraíso (série B, nº 28).

Guilherme Gaensly começou a trabalhar em São Paulo na década de 1890, quando já tinha mais de cinquenta anos. Atuou como fotógrafo até aproximadamente o ano de 1913, já com setenta anos de idade e possuía ainda muita qualidade técnica e rigor profissional em sua obra. Na época do início de seu interesse pela cidade paulistana, o local era visto como um campo promissor para a atividade fotográfica devido ao seu crescimento urbano, comercial e populacional provindos da economia cafeeira. Pouco tempo depois da inauguração do estúdio de Gaensly em São Paulo, em fevereiro de 1894, na Rua 15 de Novembro, nº 28, o estabelecimento já era visto como o mais importante da cidade. Enquanto isso, em Salvador, a filial passou a se chamar Photographia Cosmopolita.
A casa tradicional da Bahia continuou ativa, sendo dirigida por Lindemann, mesmo depois da transferência de Guilherme para São Paulo. Com isso, os dois estúdios eram de propriedade da firma Gaensly & Lindemann e produziam retratos e trabalhos de documentação.
As vistas de São Paulo retratadas nos anos 1890 eram de autoria única de Gaensly, enquanto as vistas da Bahia e de Pernambuco eram de autoria de Lindemann, mesmo que todas tinham impressas a marca da firma. As edições de 1894 e 1895 do livro São Paulo, de Gustav Köenigswald, possuem uma primeira série de vistas da cidade feitas por Guilherme.
Ao final do século XIX, o vínculo entre os dois sócios ainda existia, aparentemente. Nessa época, um periódico baiano divulgou a informação de que trabalhos realizados pelo estúdio em algumas cidades do país iriam ser expostos na exposição universal de Paris e estariam reunidos em um “Álbum Brasileiro”, que estava na firma de Salvador. Apenas dois meses depois, o mesmo periódico anunciou a separação da sociedade. No começo do século XX, Gaensly anuncia não ser mais sócio de Lindemann.
Na cidade de São Paulo, Gaensly conheceu o litógrafo francês Jules Martin, que era promotor do Viaduto do Chá e autor da Galeria de Crystal. Por isso, o fotógrafo conseguiu publicar um reclame e algumas fotos no álbum Revista Industrial, elaborado por Martin e que, possivelmente, o ajudou a participar da Exposição Universal de 1900 em Paris.
Guilherme, em sua trajetória, participou de muitas mostras no mundo, como a Louisiana Purchase Exposition, no ano de 1904, em Saint Louis, Estados Unidos, e a Exposição Nacional de 1908.
No começo de 2012, ficou em cartaz uma exposição composta por 44 fotografias, 3 negativos de vidro assinados e 6 retratos do fotógrafo, chamada “Guilherme Gaensly, Fotógrafo Cosmopolita”, na Casa da Imagem de São Paulo.
Em 2014, uma exposição em Zurique, na Suíça, expôs 6 fotos de Gaensly tiradas no Brasil, no Johann Jacobs Museum. A mostra tinha como objetivo expor registros da imigração suíça em várias partes do mundo e as fotos selecionadas para ela fazem parte do acervo da Fundação Energia e Saneamento.

### A obra de Guilherme Gaensly
A obra de Guilherme é dividida em dois períodos: entre 1860 e 1895, na cidade de Salvador e, de 1895 a 1928, na capital paulista. A primeira fase era caracterizada pela presença do sol e das praias que se entendiam para todos os locais, pelo registro bucólico, arcaico; a segunda caracterizava-se pela distância do litoral, pela riqueza e pelo progresso, demonstrando o registro da documentação das transformações, das construções e das renovações.
O fotógrafo acompanhou de perto, sempre registrando, as transformações pelas quais a capital paulista passou desde os primeiros anos do século XX. Ele registrou as reformas e demolições que cediam lugar para novos edifícios e as implantações de trilhos para o início do trabalho dos bondes elétricos. Também são de sua autoria as documentações das fazendas interioranas, do plantio do café, das colheitas e do beneficiamento, ensacamento e transporte pela estrada de ferro até o porto de Santos para a exportação acontecer. Gaensly, além disso, recebia comissões do Estado, mais especificamente, da Secretaria da Agricultura, Comércio e Obras Públicas para realizar documentações públicas.

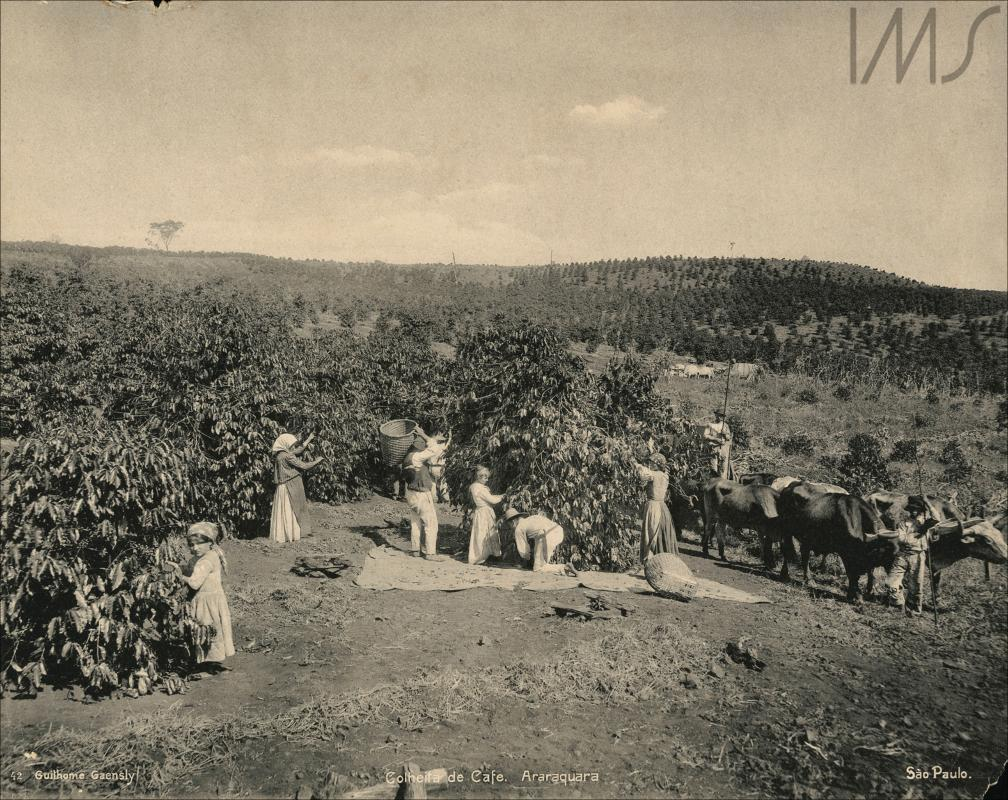
Vista da colheita de café em uma fazenda de São Paulo em 1902.

As fotografias de Guilherme evidenciam a configuração da vida urbana que se estabeleceu e a atuação da mão de obra artesanal dos imigrantes europeus. O fotógrafo, para criar a imagem de concentração de dinheiro e potência arquitetônica da capital paulista, excluiu das fotos os sinais de pobreza, limpando os resquícios de sujeira das ruas, os homens desocupados e as carroças. Outra técnica que utilizava era fotografar a cidade de cima, através do alto dos prédios, cujas localizações ele escolhia com muito cuidado.
A produção de Guilherme além da documentação paisagística e urbana é quase desconhecida, o que traduz um acervo com poucas fotos de escravos e negros e sem registros de cunho etnográfico. As paisagens fotografadas por Gaensly se caracterizam pela presença de formas que envolvem mistérios e evidenciam a beleza e os sinais de nostalgia.
Gaensly, ao registrar as transformações da cidade de São Paulo, capta o espírito de modernidade: registrou a imponência, a elegância e a sobriedade dos edifícios que traziam à tona a ordem de disciplina; enquanto, de outro lado, representou a tecnologia, a velocidade e a aceleração do fluxo da vida, com todas as coisas concentradas na área central da cidade, onde se localizava a administração pública e o espaço que circulava o capital financeiro.
O que garantia a qualidade diferenciada das obras de Gaensly no mercado de trabalho e a durabilidade delas foram os trabalhos que fez nos formatos 18 × 23 centímetros e 24 × 30 centímetros.

### A trajetória na Light
Para que fossem instalados os sistemas de energia hidrelétrica urbanos era necessária a produção de máquinas. Com isso, as companhias tiveram a ajuda dos cafeicultores e as usinas que criavam uma cota maior de eletricidade foram feitas por empresas estrangeiras. A São Paulo Tramway, Light and Power Company, fundada em 1899, foi a empresa que realizou o maior investimento de capital no momento e criou o sistema de bondes elétricos. Com o tempo, a firma foi adquirindo outras companhias locais de energia, telefonia e gás, sendo capaz de instalar a capacidade térmica e hidrelétrica que era precisa para o fornecimento de energia industrial e para os serviços públicos. Guilherme Gaensly foi o responsável por documentar extensamente as obras da Light.

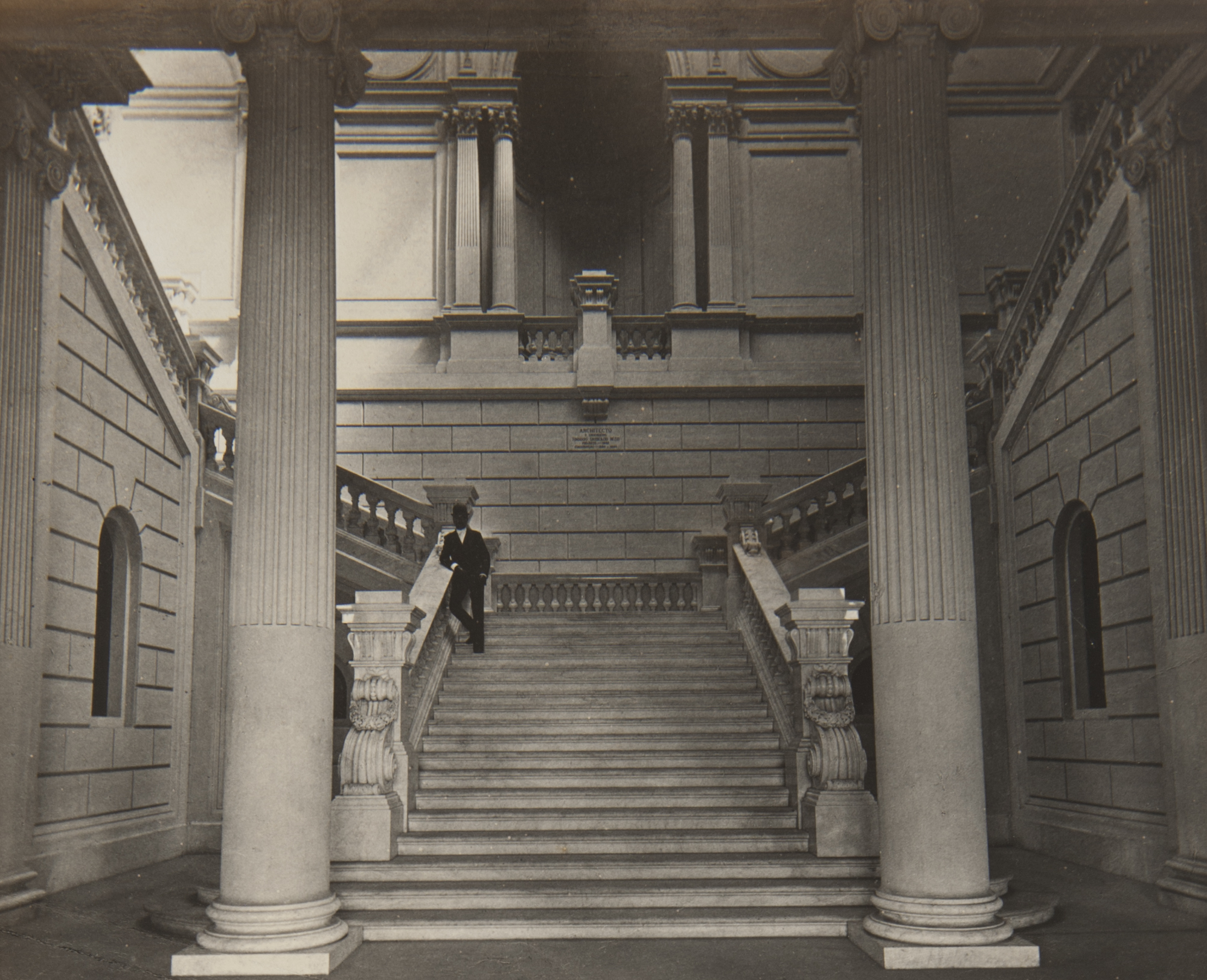
Vista do interior do Edifício Monumento do Ipiranga a partir da escadaria central.

Logo após o estabelecimento da São Paulo Tramway, Light and Power Company, Gaensly foi contratado para registrar os trabalhos da empresa e, até o ano de 1925, ele permaneceu como o principal fotógrafo de lá. Para realizar a função designada, Guilherme utilizava os equipamentos de grande porte, a tecnologia e o olhar estético caracterizado pela fotografia do final do século XIX. Nas imagens feitas para a Light, percebe-se o interesse baixo de Gaensly pelo humano, pelo factual, pelo registro da interação do habitante e da cidade, pois os edifícios enfatizam as relações entre si e deixam de lado a presença humana.
Quando produzia para a Light, Gaensly tinha como principal função o registro de caráter documental, mas também registrava obras como prestação de contas para os escritórios com sedes no exterior e como memória do andamento das obras feitas pela empresa. Ou seja, existiam três níveis de utilização das fotos como provas documentais: o nível micro (que servia como comprovação das obras para entregar aos representantes locais); o nível intermediário (que era a prova das obras entregue aos representantes do governo); e o nível macro (que são os documentos que vão para a filial da companhia com finalidade de prestar contas aos representantes que são sediados no exterior).
As primeiras imagens produzidas por Guilherme para a Light ficaram conhecidas como “imagem zero” e possuem um significado simbólico. São um conjunto de fotos indicadas por “Negative belongs to Gaensly” (“Negativo pertence a Gaensly”) e selecionadas por serem esparsas, com as marcas do estúdio ou a assinatura do fotógrafo. Quando foi realizado o projeto de processamento do acervo, o conjunto foi ampliado para 726 imagens.

### Guarda de acervo

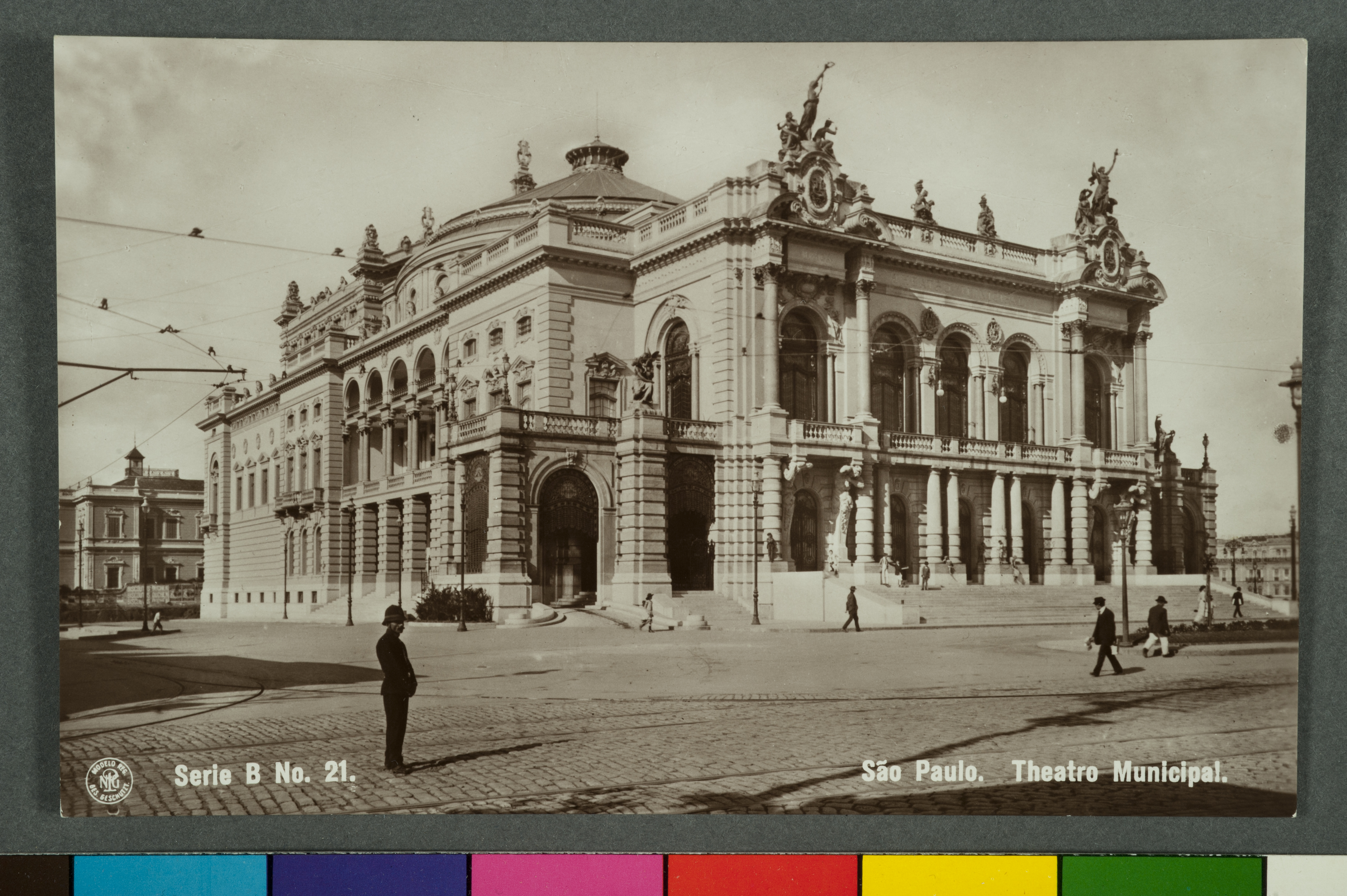
Ícone de São Paulo, o Teatro Municipal.

Durante toda a história da Light, um acervo de mais de cem mil registros fotográficos, produzido desde 1899, foi colecionado e hoje está preservado na Fundação Patrimônio Histórico da Energia de São Paulo, servindo como importante meio de consulta e processamento do acervo iconográfico de Gaensly.
A documentação formada e reunida no Acervo Brascan e doada ao Instituto Moreira Salles se insere na trajetória de desenvolvimento urbano e industrial da energia elétrica no Brasil a partir de 1900. A coleção é composta por mais de dezesseis mil fotografias realizadas entre os anos de 1899 e 1999, que registram as atividades das empresas filiadas da Light.
O Museu da Cidade de São Paulo adquiriu, no ano de 1981, 63 imagens de Guilherme Gaensly doadas por Marília Azevedo de Barros, sobrinha-neta do também fotógrafo muito reconhecido na época Militão Augusto de Azevedo. Para realizar empréstimos das obras no formato digital, é necessário fazer uma pesquisa prévia no site da instituição e os demais detalhes de procedimentos devem ser solicitados ao Núcleo de Museologia e Acervos do Museu.
As participações de Gaensly na Exposição de História do Brasil em 1881 estão guardadas na Biblioteca Nacional do Rio de Janeiro, os exemplares da série Lembrança de São Paulo se localizam em instituições paulistanas e o Museu da Cidade de São Paulo preserva 94 fotografias do fotógrafo.
Na Casa da Imagem da Secretaria Municipal da Cultura de São Paulo, está uma parte da produção fotográfica feita por Guilherme durante as mudanças do desenvolvimento na virada do século XIX.
Durante mais de 25 anos, Gaensly contribuiu com a São Paulo Tramway Light and Power Company e com instituições públicas, como a Secretaria de Agricultura. De 1900 a 1910, já trabalhando sozinho, num estúdio na Rua Boa Vista, editou várias séries de cartões-postais sobre a cidade de São Paulo, fazendas de café e o Porto de Santos. Até 1921, produziu milhares de imagens, que hoje têm importância central na iconografia da cidade de São Paulo do início do século. A coleção digitalizada pelo Arquivo Público do Estado de São Paulo data de 1911. Contém 24 fototipias e foi doada à instituição em 1980.

## Os cartões-postais
O surgimento do cartão-postal coincidiu com o nascimento das revistas ilustradas e outras formas de divulgação de imagens por meios impressos, como a fotografia. Esse processo foi uma grande revolução na história cultural brasileira. As imagens que, antes, eram apenas imaginárias ou que existiam, mas não conseguiam chegar até outros locais, se tornaram acessíveis para todas as pessoas da grande massa.
Com a chegada do século XIX, a “civilização da imagem” se consolidou. Dos simples cartões-postais, nos termos gráficos e visuais, que era um dos veículos de correspondência quando foi introduzido no mundo, em meados da década de 1870, até as edições elaboradas do começo do século XX, o salto foi grande nos aspectos de consumo e produção industrial.
O novo meio de comunicação logo chegou ao Brasil e foi rapidamente adotado, principalmente pelas classes mais ricas da sociedade. As edições de outros países eram importadas e colecionadas pelos brasileiros, enquanto surgia no país um mercado gráfico, editorial e fotográfico novo. Com isso, os fotógrafos daqui passaram a exercer a produção e a veiculação de fotos para cartões-postais, além das funções que já exerciam antes. Entre essas fotos, as vistas de panoramas e pontos conhecidos das cidades predominavam, pois eram temas que rendiam interesse comercial rápido. Como resultado, as imagens do Brasil foram distribuídas à iconografia e à cartofilia internacional. A elite da sociedade paulista deseja uma nova imagem para a cidade, que lembre a Europa e constituída por  edificações que privilegiassem os padrões de civilização pela arquitetura.
Guilherme Gaensly foi uma personalidade importante na difusão da nova imagem de São Paulo através de sua produção profissional e de seus cartões-postais. O fotógrafo iniciou seu interesse pela cidade a partir do início dos anos 1890, uma vez que era um mercado pouco explorado e com baixa concorrência. Entre meados deste ano até aproximadamente 1915, Gaensly foi o único responsável pelas tomadas das vistas de São Paulo.
Com exceção das paisagens que registram a arquitetura do café, nunca se encontra fotografias dos bairros operários e de suas moradias nas obras de Guilherme, o que impede as pessoas de uma documentação visual completa que represente as condições de habitação e de vida de grande parte da população da época. Mas isso não era uma escolha unicamente de Gaensly, pois esse tipo de foto não era uma opção que pudesse ter lugar em uma coleção de vistas representativas de São Paulo em qualquer meio de divulgação impresso.

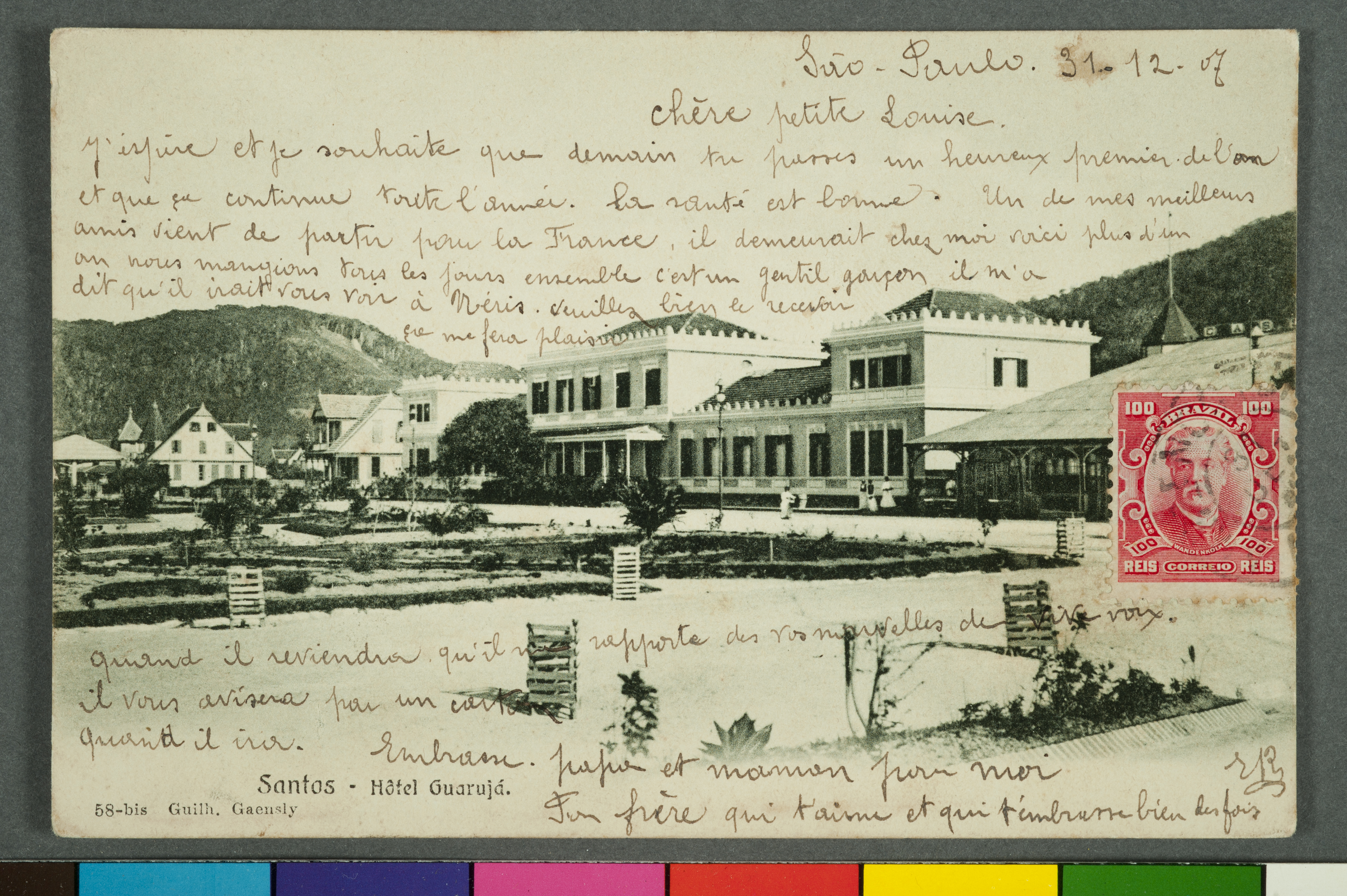
Postal de Guilherme Gaensly com vista do Hôtel Guarujá, em Santos.

Os cartões-postais, além de meio de correspondência, também se tornaram um instrumento de propaganda. As fotografias de Guilherme foram utilizadas pelas primeiras publicações ilustradas para promover a imagem do estado de São Paulo internacionalmente. Ele colaborou para a consolidação da imagem oficial da capital: a que fora idealizada pelas elites e pelo governo, uma cidade que se apresentava moderna e possuía estilos neoclássicos.
Em seus postais, Gaensly ressalta a importância do café e da ferrovia na economia da época e cria ótimas sequências fotográficas que ilustram uma espécie de narrativa do roteiro da riqueza brasileira. O fotógrafo representa São Paulo como promissora e atraente para aqueles que querem ver o progresso material e de investimentos. Somando-se a isso, ele pretende chamar a atenção dos imigrantes, para que eles se interessem em trabalhar nas indústrias e fazendas brasileiras e atraindo mão de obra, inclusive a bastante qualificada.
Os postais do suíço foram editados, principalmente, em fototipia, mas também há registros de uma série em cromolitografia e algumas em fotogliptia. Ele se esforçou para imprimir suas tiragens em outros países, geralmente a Alemanha e a Bélgica, para garantir quantidades maiores e qualidades melhores.
Gaensly publicou sua primeira série de postais, Lembrança de São Paulo, por volta do fim do século XIX ou início do ano 1900. A imagem dos cartões está em aproximadamente cinquenta por cento do verso, com um espaço em branco para a mensagem. Como a série seguia a divisão típica da fase inicial da cartofilia, no anverso estava escrito apenas “Bilhete Postal (este lado só o endereço)”. A segunda série possuía o mesmo nome da primeira e apresenta a diagramação igual. Provavelmente, a terceira série foi editada pouco tempo depois e a imagem ocupa o verso praticamente inteiro, tendo o restante do visual semelhante às séries anteriores. A novidade agora era a numeração do lado inferior esquerdo e, depois do número, a identificação do fotógrafo (“Guilh. Gaensly”). A primeira tiragem da série é numerada até o centésimo cartão e, mais tarde, foram editados mais dezenove, que se chamavam “Bis”.
Existiram outras séries de Guilherme que foram encontradas, mas as mais famosas foram as citadas acima e as chamadas Série A (na Rua 15 de Novembro, numerada e específica sobre São Paulo) e Série B (na Rua Boa Vista, com identificação gráfica e lugares diferentes). Os dois conjuntos — “A” e “B” — são compostos por cinquenta cartões cada um e foram produzidos na coloração sépia. Também existe a terceira sequência editada na mesma cor, mas com a numeração, a identificação da cidade e do logradouro. Essas três coleções, provavelmente, foram editadas em fotogliptia, entre os anos de 1905 e 1910, trazendo no anverso a assinatura do fotógrafo com o endereço comercial (Rua 15 de Novembro, S. Paulo) em seguida.
Guilherme Gaensly ainda teve suas fotografias publicadas em outras editoras, de forma que raramente era identificado, pois, na época, era mais importante aparecer o nome do editor ou do estabelecimento publicador do que o nome do fotógrafo.

## Legado
Guilherme Gaensly foi um personagem especial para a história da fotografia no Brasil. Ele foi o responsável por deixar as obras mais significativas sob a perspectiva da memória urbana, da arquitetura e da cultura da cidade de São Paulo, segundo as pesquisas do historiador Boris Kossoy. Contraditoriamente, Gaensly foi um dos maiores artistas de imagem de sua época e não deixou um retrato para que os brasileiros conhecessem o seu rosto e o guardassem na memória.
Mais de setecentas fotografias sobre as obras feitas em toda a cidade tiveram seus negativos em vidro localizados. Essas imagens representam o crescimento acelerado de São Paulo nos anos 1890 e 1900 que incentivaram o desejo de Gaensly de produzir registros. As mais admiráveis tomadas que ele fez representam a chegada dos colonos italianos e, possivelmente, a vida dos imigrantes lembrava as vivências dos próprios pais do fotógrafo.
Guilherme Gaensly legou as melhores fotografias da comunidade italiana no Brasil, cujo impacto econômico e social foi enorme. Além disso, ele proporcionou ao mundo o conhecimento sobre o Brasil, especialmente a cidade de São Paulo e as novidades técnicas e estruturais que iam sendo criadas com o passar dos anos. Para finalizar, ele registrou a personalidade da capital paulista que se deveu muito à população italiana, aquela que trouxe ao país milhares de operários e artesãos, juntamente com os agricultores das fazendas de café do interior e, também, os responsáveis pelas fortunas brasileiras a partir dos anos 1910, como a família Matarazzo e os Crespi.

## Principais eventos e exposições
- Exposição de História do Brasil (1881: Rio de Janeiro, RJ)[31]
- Exposição Universal de Paris (1889: Paris, França)[31]
- The Louisiana Purchase Exposition (1904: Saint Louis, Estados Unidos)[31]
- Memória Paulistana (1975: São Paulo, SP)[31]
- Fotografie Lateinamerika von 1860 bis Heute (1982 : Rotterdã, Holanda)[31]
- Pioneer Photographers of Brazil 1840/1920 (1976 : Nova York, Estados Unidos)[31]
- Fotografie Lateinamerika von 1860 bis Heute (1982 : Berlim, Alemanha)[31]
- Fotografie Lateinamerika von 1860 bis Heute (1981 : Zurique, Suíça)[31]
- Fotografie Lateinamerika von 1860 bis Heute (1982 : Madri, Espanha)[31]
- Aspectos da fotografia brasileira no século XIX (1987 : Ouro Preto, MG)[31]
- Dom Pedro II e a Fotografia no Brasil (1985 : Rio de Janeiro, RJ)[31]
- La Photographie Bresilienne au Dix-Neuvieme Siecle (1986 : Paris, França)[31]
- Mestres da Fotografia no Brasil: Coleção Gilberto Ferrez (1995 : Rio de Janeiro, RJ)[31]
- O Brasil na Máquina do Tempo: coleção referencial da história da fotografia (1997 : Penápolis, SP)[31]
- O Brasil na Máquina do Tempo: coleção referencial da história da fotografia (1997 : Campinas, SP)[31]
- O Brasil na Máquina do Tempo: coleção referencial da história da fotografia (1997 : São Paulo, SP)[31]
- O Brasil na Máquina do Tempo: coleção referencial da história da fotografia (1998 : Belo Horizonte, MG)[31]
- O Século XIX na Fotografia Brasileira: coleção Pedro Corrêa do Lago (2000 : Brasília, DF)[31]
- O Café (2000 : São Paulo, SP)[31]
- O Brasil na Máquina do Tempo: coleção referencial da história da fotografia (1998 : Brasília, DF)[31]
- Os Britânicos no Brasil (2001 : São Paulo, SP)[31]
- Guilherme Gaensly e Augusto Malta: dois mestres da fotografia brasileira no Acervo Brascan (2002 : Rio de Janeiro, RJ)[31]
- Guilherme Gaensly e Augusto Malta: dois mestres da fotografia brasileira no Acervo Brascan (2003 : São Paulo, SP)[31]
- Guilherme Gaensly e Augusto Malta: dois mestres da fotografia brasileira no Acervo Brascan (2003 : Poços de Caldas, MG)[31]
- São Paulo 450 Anos: a imagem e a memória da cidade no acervo do Instituto Moreira Salles[31]
- Panoramas SP[31]
- São Paulo: Terra, Alma e Memória (2010 : São Paulo, SP)[31]
- Saudade Pela Ausência (2011 : São Paulo, SP)[31]
- Modos de Ver o Brasil: Itaú Cultural 30 Anos[31]